# Mato Grosso (Paraíba)
Mato Grosso è un comune del Brasile nello Stato del Paraíba, parte della mesoregione del Sertão Paraibano e della microregione di Catolé do Rocha.